# Navoi-Theater

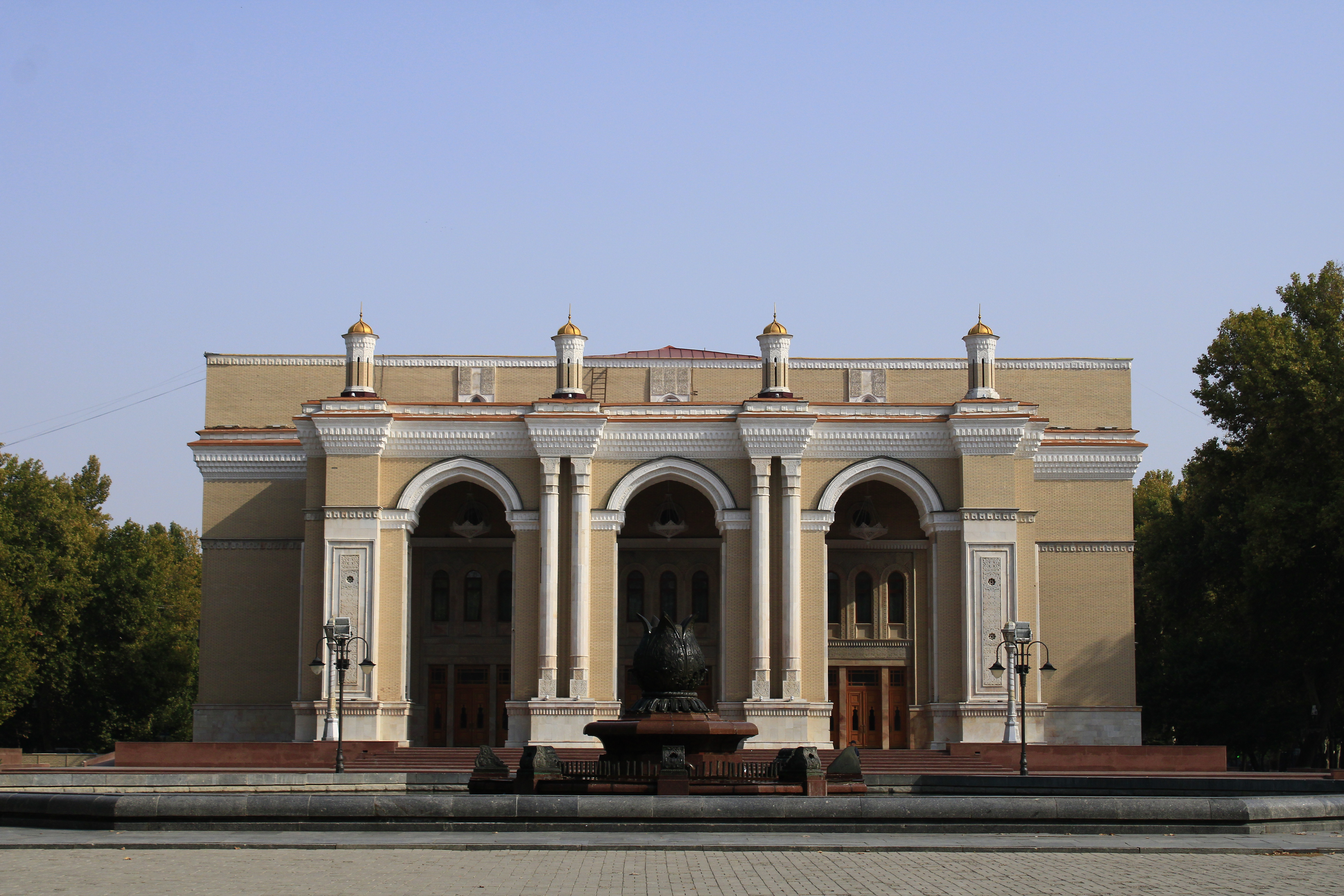
Nawoi-Theater

Das Staatliche Akademische Große Theater Alischer Nawoi (usbekisch Alisher Navoiy nomidagi davlat akademik katta teatri), kurz Nawoi-Theater, ist das Nationaltheater in der usbekischen Hauptstadt Taschkent.

## Namensgeber
Das Theater ist benannt nach timuridischen Dichter Alischer Nawoi, der im 15. Jahrhundert wirkte und heute als usbekischer Nationaldichter gilt.

## Gebäude
Der Bau des Theaters begann nach Plänen von Alexei Schtschussew im Jahr 1939. 1942 mussten die Arbeiten auf Grund des Zweiten Weltkrieges unterbrochen werden, konnten aber bereits 1944 fortgesetzt und mit Hilfe japanischer Kriegsgefangener 1945 abgeschlossen werden. Der Bau befindet sich im Zentrum von Taschkent und ist geschmückt mit usbekischen Symbolen, die sich auch in Städten wie Samarkand und Buchara wiederfinden. In der Eingangshalle des Gebäudes erleuchten Kronleuchter mit einem Gewicht von mehr als drei Tonnen den Raum. Das Theater bietet Platz für 1400 Zuschauer.

## Programm
Im Theater werden Opern von usbekischen Komponisten, aber auch europäische Klassiker von Komponisten wie Verdi und Bizet aufgeführt. Besondere Bekanntheit genießt das Ballett-Ensemble, dessen Tänzer schon auf den großen Bühnen der Welt standen. Aufgeführt werden Ballette wie Schwanensee und Don Quichotte, aber auch Ballette, die an usbekische Volksmusik angelehnt sind.